# Кітаби

Уривок легенди «Мерадж». Цей текст написано білоруською мовою (навскіс, рівний текст над ним — тюркський):
«цемна било очи светласци невидзели /
кури непели сабаки небрехали /
дожч ишов цемна било вецер вейав /
разумев што судний дзен настав»

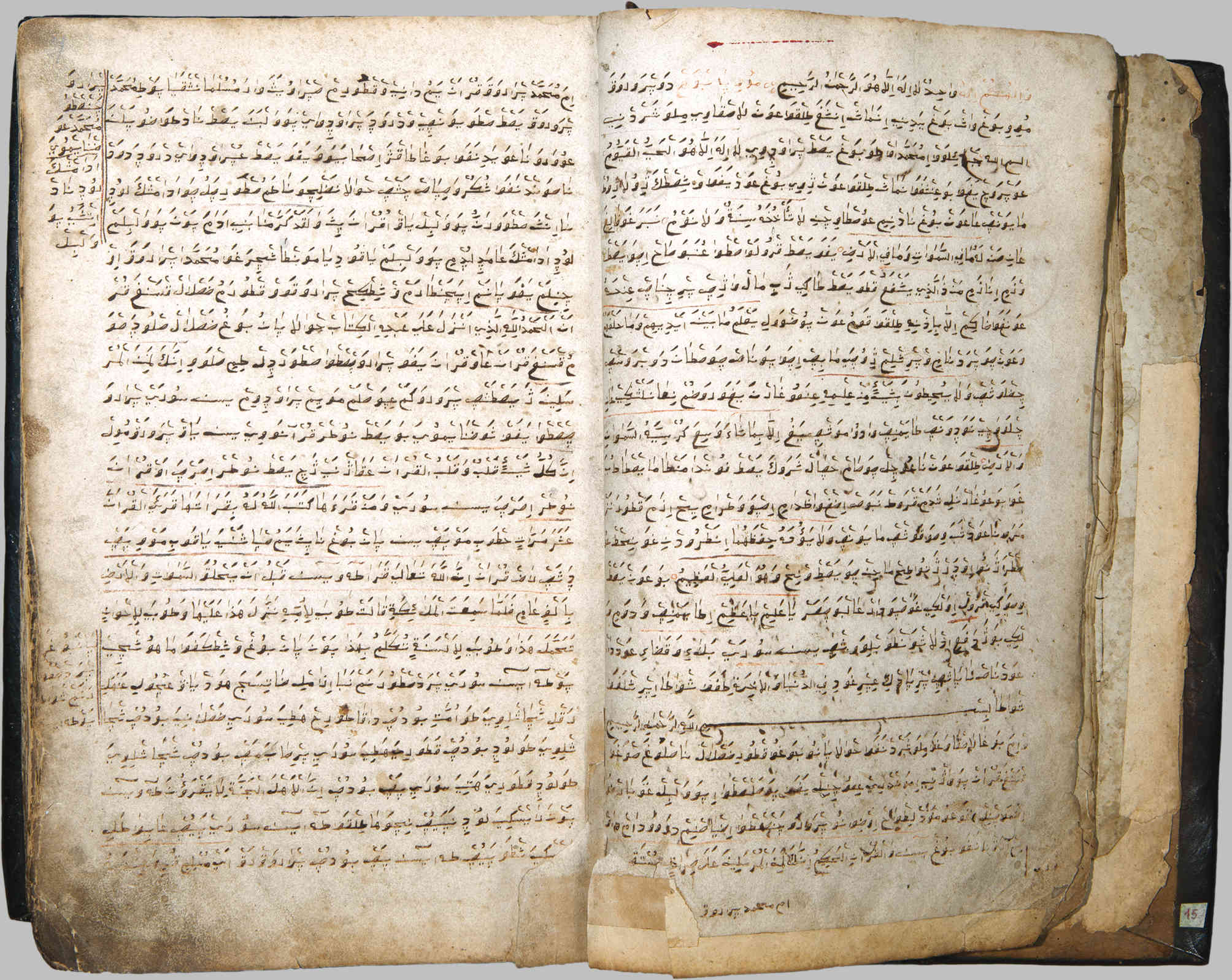
Сторінка з кітабу другої половини 18 ст.

Кітаби (біл. кітабы від араб. ﻛﺗﺎﺏ — «книга») — це книги, написані старобілоруською мовою в арабській графіці.
Кітаби писали з XVI ст., їх авторами були литовські татари (або липки), що жили на землях Великого князівства Литовського з XIV ст. і поступово забули рідну мову, зберігши релігію — іслам. Подібне явище в літературі Південної Європи (переважно Іспанії та Боснії) називають альхаміядо.
Метою написання кітабів було саме задоволення релігійних потреб литовських татар (зокрема переклад Корану доступною мовою). Зміст кітабів — східні легенди, описи мусульманських ритуалів, морально-етичні повчання для молоді, ворожба на літерах Корану.
Серед відомих авторів цих книг — Ібрагім Хасяневич, Сулейман Сафаревич.

## Особливості
Кітаби написані справа наліво, рядок — суцільний, немає поділу між словами, немає великих літер та знаків пунктуації, усі рядки рівні за довжиною. Новий розділ починається словом «баб» (розділ нового змісту) або «хікаєт» (оповідання), іноді цих слів немає і на початок виписано перші слова розділу, що вказує на початок нового змісту.
На відміну від давніх білоруських літературних пам'яток, що написані літературною мовою, мова кітабів ближча до народної. У текстах відображено білоруську лексику (спрэчка, заранак, прысмакі, згода, гадаваць), фразеологію (як вокам мільгнуць, як слова сказаць, на сьвет пусьціць, на пазногаць, шлюб браць), синтаксис (пайшоў па прароцкую душу, дзякаваць таварышу). Завдяки арабській графіці в кітабах точніше, ніж у кириличних текстах, передано деякі звукові особливості білоруської мови (найперше дзекання та цекання). Цьому сприяло те, що в арабській графіці є літери на позначення парних звуків (с — сь, з — зь, д — дзь, т — ць).
У кітабах вжито чимало небілоруських слів арабського або тюркського походження, які, однак, не потрапили до білоруської народної лексики. Це пояснюють тим, що своїм письмом кітаби були незрозумілі білорусам.

## Дослідження
Вивчати кітаби почали в XIX ст. Їхнім першовідкривачем вважають А. О. Мухлінського, професора Петербурзького університету сходознавства. У своїй праці «Дослідження про походження та стан литовських татар» (Петербург, 1857) Мухлінський надрукував уривки з кітабів. Після його смерті 1877 року вивчення книг припинилося аж до початку XX ст. Досить ґрунтовно кітаби досліджував А. К. Антонович.
Нині кітаби зберігаються у бібліотеках Академії наук Білорусі, Академії наук Литви, Вільнюському, Петербурзькому та Казанському університетах, у Національному музеї Литви, у приватних бібліотеках.

## Приклад
Уривки з транслітерованих кітабів.

- «Сюлейман казал собі палац вусокій збудова[ц]і… алі рыба одна мором плыне і стала… рэкла: — Господару Сюлеймане… пан Бог казал мні ў [ц]ебе йесь[ц]і піці просі[ц]ь. Сюлейман рэк: — Міла рыба. Праўда. Ото майеш што йесь[ц]і і пі[ц]і» (текст XVII ст.);
- «Потым йешчэ варота адчынілісе… там відзеў адзін полк жанок… — Што гэтыйе на сьвеце чынілі? Ангел рэк: Малако свайе прэдавалі. У йіх усіх свае дзеці былі, свае пакінуўшы, чужыйе мамчылі» (текст XVIII ст.);
- «Што прас сон пабачыш. Калі сонца ўпатуху бачыць, гультайом будзе. Калі езьдзіць на караблі, абернецца, госьць будзе» (текст XIX ст.).